# Samuel Gustaf Harlingson
Samuel Gustaf Harlingson, född den 10 april 1740 i Vikingstad, Östergötland, död den 21 mars 1810, var en svensk präst och vitterlekare.
Harlingson blev student vid Uppsala universitet 1760 och filosofie magister 1767. Efter att tjugo år ha tjänstgjort vid Linköpings konsistorium och därunder utövat stort inflytande på stifts- och skolstyrelsen, utnämndes han 1792 till lektor och blev 1798 kyrkoherde i Landeryd. År 1802 erhöll han professors titel och blev 1809 teologie doktor. Samma år var han riksdagsman för sitt stift, och förut ansedd såsom andlig vältalare, gjorde han sig i denna egenskap bemärkt även som politisk talare. 
Av hans vitterhetsförsök är Ode öfver det olyckliga lifvet och Camillas korg tryckta i "Vitterhetsnöjen", utgivna av sällskapet "Utile Dulci", varjämte han skrev många tillfällighetsverser, bland annat de för sin kvickhet fordom mycket bekanta Aesculapii bref till den store Carl von Linné (1772) och Bref till Carl Brunkman (1778). Som lärare vid
Linköpings gymnasium anses Harlingson ha varit den, som mest påverkade sina lärjungar i litterär riktning, varigenom han fick betydelse för nyromantikerna.